# Mariano Riera Torres
Mariano Riera Torres és un empresari eivissenc. Nascut en els anys 20, va haver d'emigrar cap a l'Argentina, on durant molts anys fou president i l'ànima del Centre Balear de Santa Fe fomentant la participació dels joves, promovent el coneixement cel català i promovent els contactes amb les Illes Balears. El 1998 va rebre el Premi Ramon Llull.